# 原子球塔
原子球塔（Atomium，/əˈtoʊmiːəm/ ə-TOH-mee-əm，法語發音：[atɔmjɔm]，荷蘭語發音：[aːˈtoːmijəm]）又稱原子塔，是为1958年比利時布鲁塞尔舉辦世界博览会而建的金属结构的纪念性建筑物，André Waterkeyn设计，高102米，包括9个直径18米的球体，与连接圆球的钢管构成相当于放大1650亿倍的α铁的正方体晶体结构。目前開放三个球体，顶部的球体提供观察布鲁塞尔全景的观景地。
12條管道連接著不銹鋼球形成一個立方體，另外立方體中心球體連接8條管道通往立方體外圍8個球體。每個連接的管道內都有電動扶梯與電梯，連接包含展覽廳與公共場所等的六個可開放的球體。頂部球體可以觀賞布魯塞爾全景。美國有線電視新聞網將其命名為歐洲最怪異的建築。

## 整修作業
原子球塔的整修作業開始於2004年3月；同年10月，為了整修而開始休館，直到2006年2月18日才重新開放，整修包括將原子球體上已退色的鋁板更換成不銹鋼材料。為了能籌措裝修費用，館方將更換的鋁板作為紀念品販售。約2公尺長，三角形形狀的鋁板以1000歐元售出。

## 圖庫

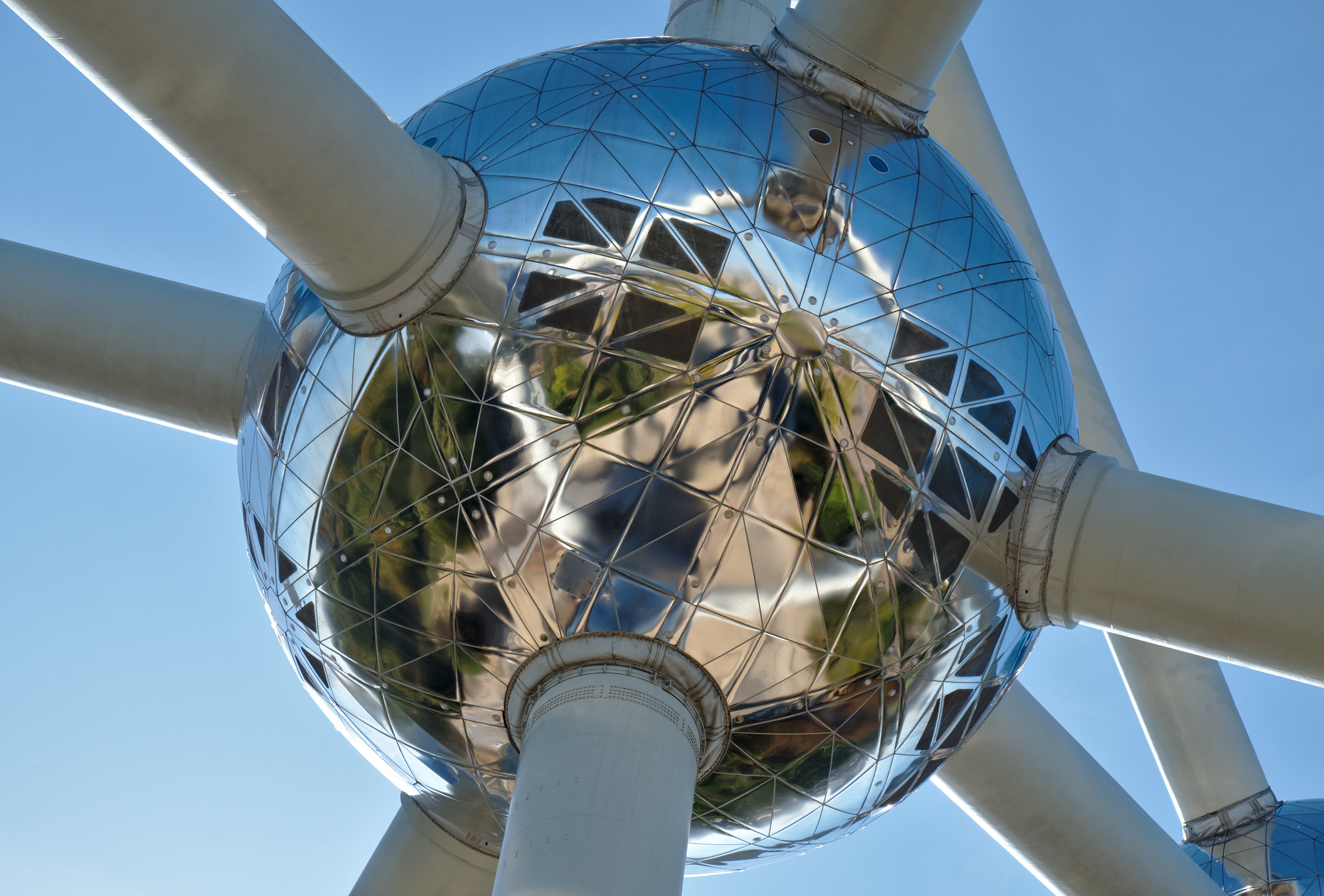
其中的一個不銹鋼球
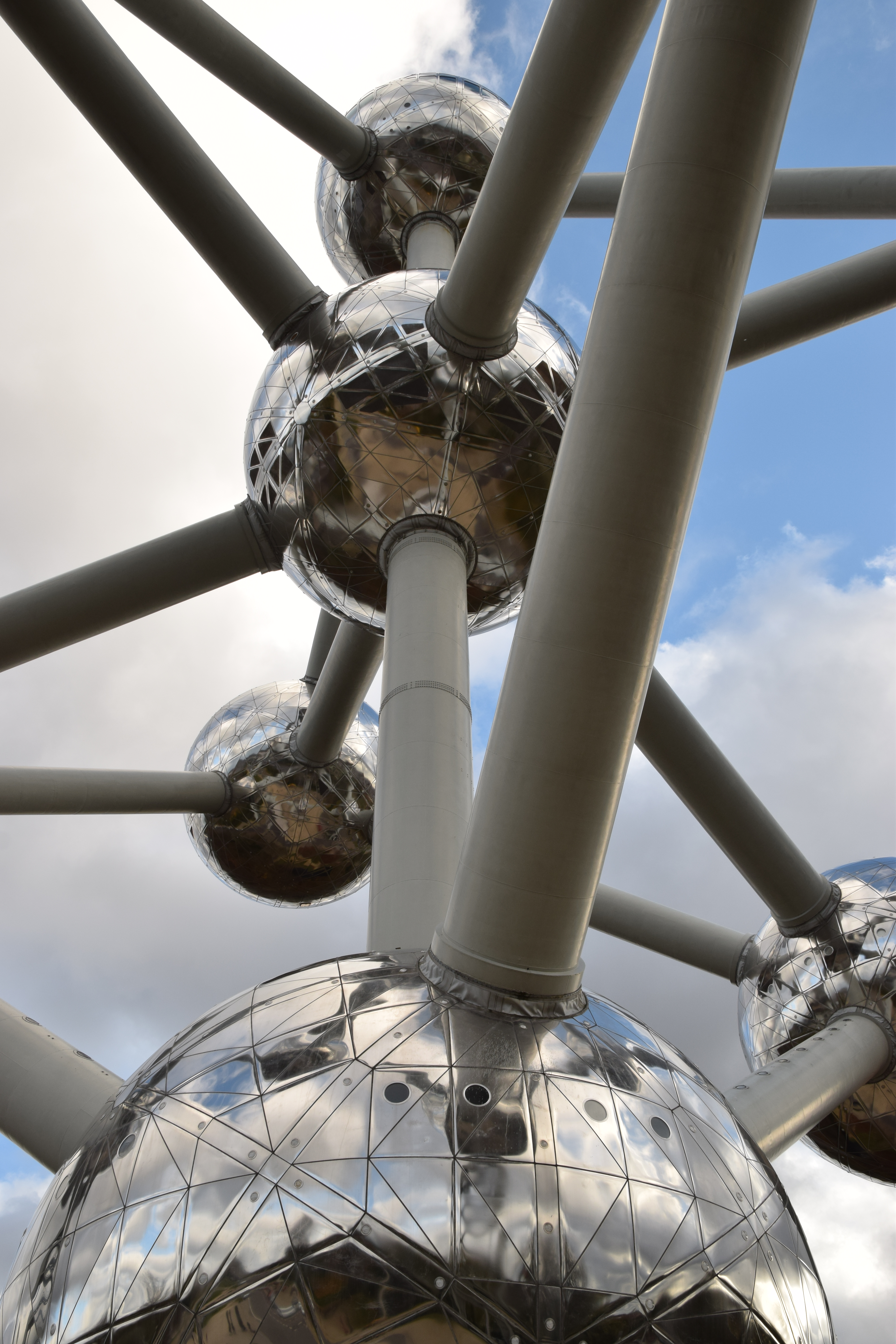
原子球塔細節
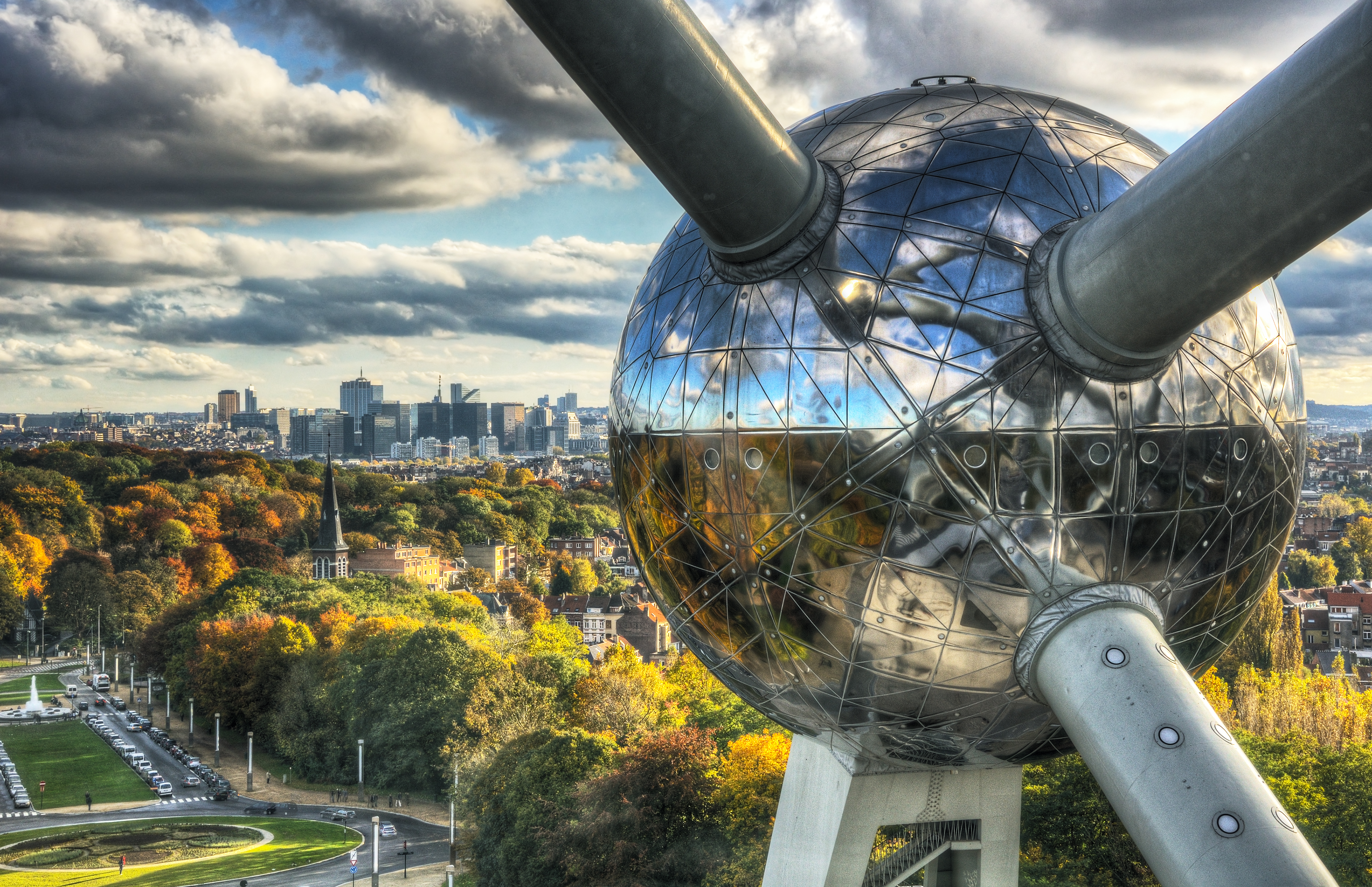
原子球塔一隅
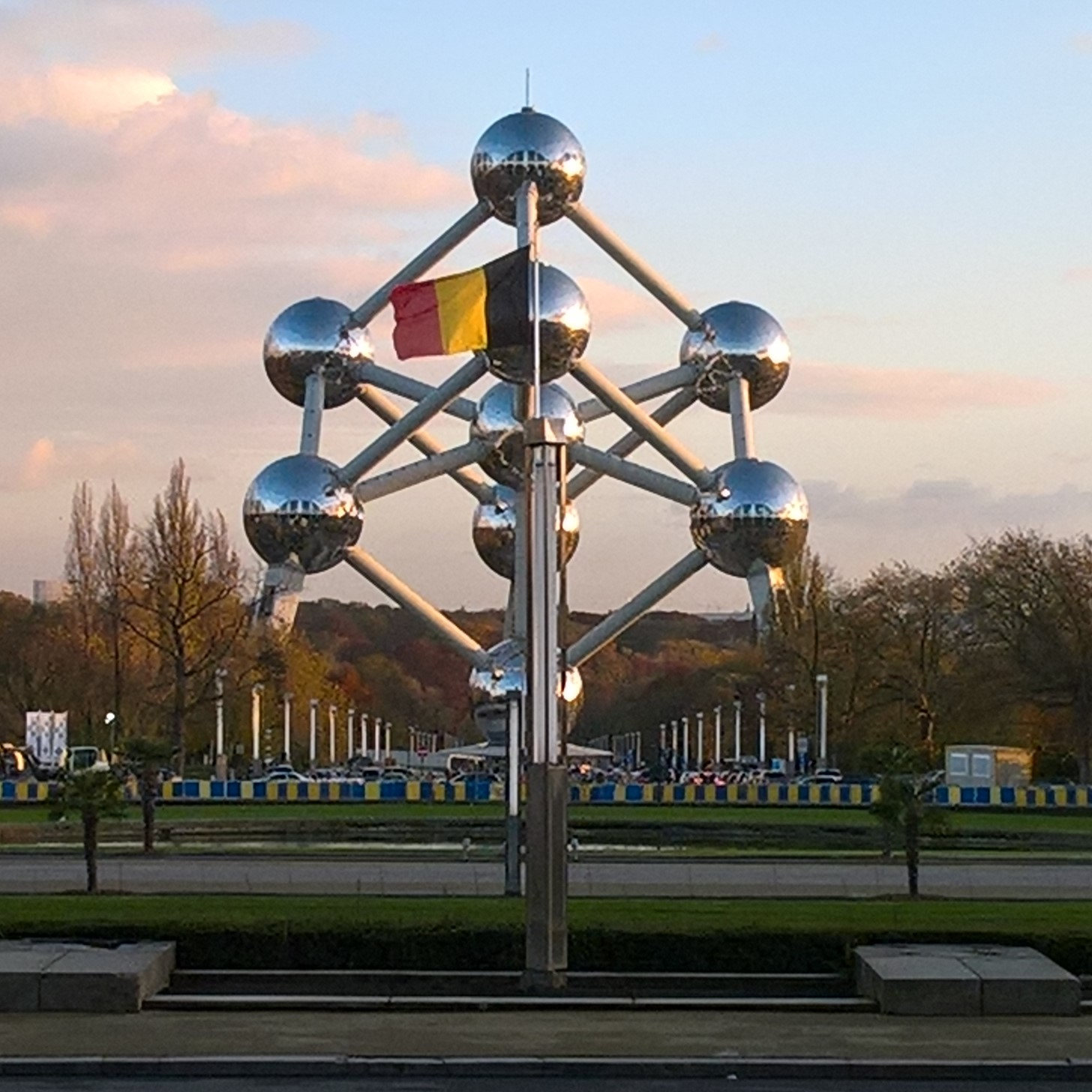
黃昏時的北面照
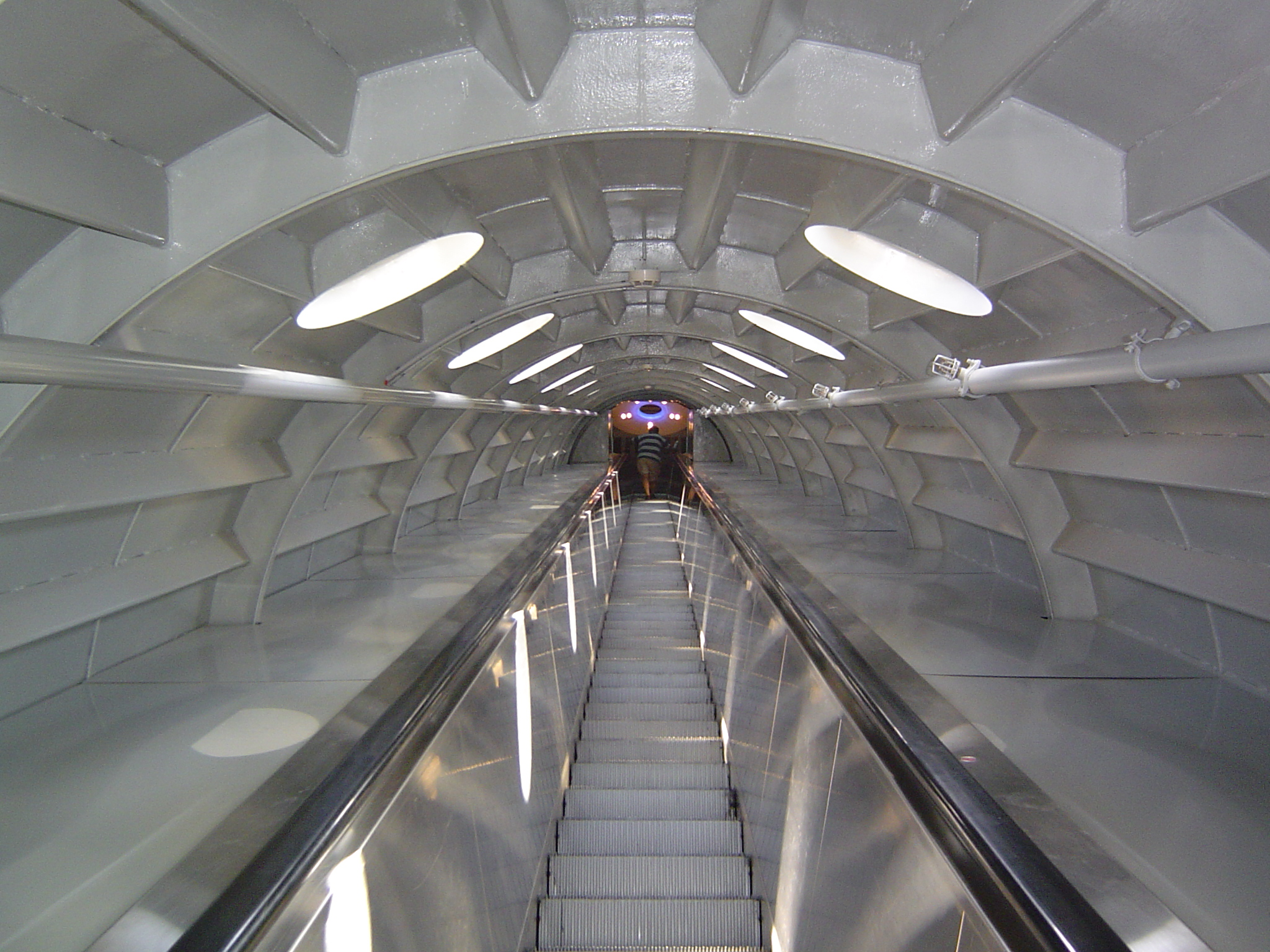
連接的管道中的電扶梯
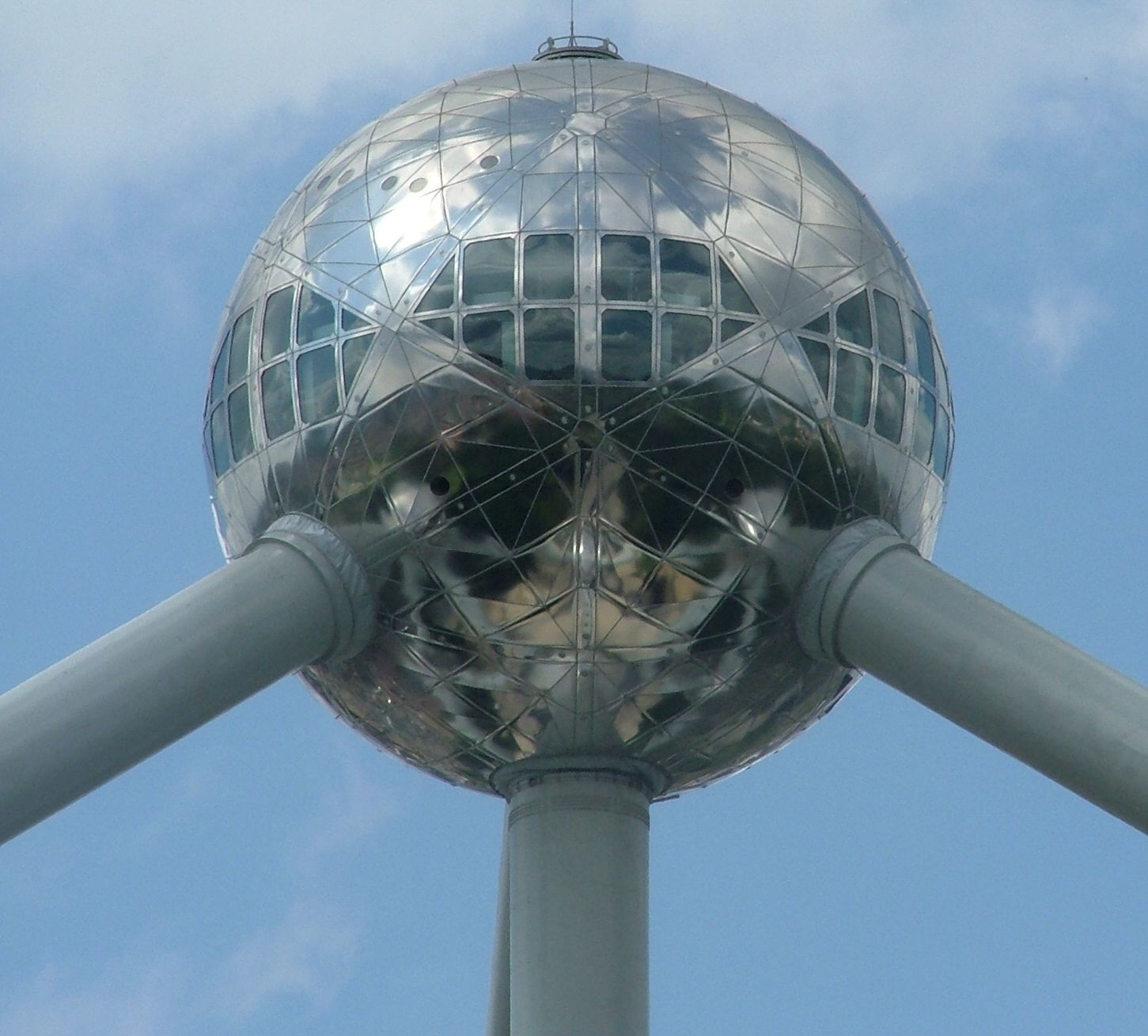
球體觀景台